# 증거기반관리
증거기반관리(Evidence-based management, EBMgt, EBM)는 과학적 지식과 원리, 타당하고 관련있는 조직 내 데이터, 의사결정에 도움을 주는 과정에 기반한 비판적 사고, 이해집단 등에 대한 윤리적 고려의 4가지 요건을 통해 조직적 의사결정을 내리는 과정을 의미한다.

## 같이 보기
- 논증 이론
- 증거기반정책